# Jim King (baloncestista de 1943)
James H. King (Nueva Orleans, Luisiana, 9 de febrero de 1943) es un exjugador de baloncesto estadounidense. Con 2.01 de estatura, su puesto natural en la cancha era el de ala-pívot. Fue  campeón olímpico con Estados Unidos en los Juegos Olímpicos de México de 1968.